# Успенский собор Тульского кремля
Успенский собор — православный собор в Тульском кремле в стиле русского барокко. Является одним из наиболее поздних образцов больших соборных храмов, возводившихся в крупных городах Московской Руси.

## История появления
Первоначально в Кремле в 1626 году был построен деревянный собор, который назывался Архангельский. Первый каменный Успенский собор с приделами во имя Архангела Гавриила и Тихона Амафунтского был возведён в 70-80-е годы XVII века. Менее чем через сто лет он обветшал и его разобрали. Строительство нового собора началось 7 мая 1762 года по благословению епископа Коломенского и Каширского Порфирия, на средства тульского купечества «из питейных сборов приборными деньгами». На постройку собора и его отделку было израсходовано около 30 тысяч рублей. Главным строителем храма был купец Лукьян Коптельцев с Софроном Сидневым и Андреем Володимировым. Здание возвели за два года к 8 мая 1764 года. В это время Лукьян Коптельцев умер, и на его место был определён бургомистр Тимофей Чечулин.
Собор освятили в 1766 году, а через год был освящён устроенный в нём с правой стороны придел Иоанна Златоуста. Но после перенесения архиерейской кафедры в Тулу придел этот упразднили из-за тесноты, а на его месте обустроили соборную ризницу. Успенский собор являлся холодным, неотапливаемым храмом, и богослужения в нём проводились только в период от Пасхи до Покрова.

## Архитектура
Имя зодчего, автора проекта собора, неизвестно. Возведением храма занимались тульские мастера-кирпичники Емельян Цыбин и Онисий Васильев Добрынин. Тульские кузнецы Осип Журов с помощниками отковали металлические стропила четырёхскатной кровли, каркасы куполов и другие детали. Золотил главы собора тульский купец Ларион Сорокин.
Над мощным, почти кубическим объёмом храма возвышаются пять восьмигранных световых барабанов, увенчанных луковичными главами с простыми коваными крестами. С востока к основному объёму примыкает низкий алтарь. Такое решение не было характерно ни для клонящегося к закату барокко, ни для нарождающегося классицизма. Скорее оно напоминает типичные городские соборы XVI—XVII веков. С простым объёмным построением храма контрастирует его богатое декоративное оформление в стиле русского барокко.
Для хорошего освещения большого внутреннего пространства окна выполнены в два ряда, что придаёт внешнему облику храма характер двухэтажного здания. Вертикальные декоративные полосы объединяют расположенные друг над другом окна первого и второго света в один архитектурный мотив. Декоративное убранство стен отличается разнообразием применённых форм и материалов: белокаменные резные детали (капители, раковины, розетки), элементы из фасонного кирпича, лепные украшения (растительный орнамент и другие). Три входа в собор обрамляют богато украшенные порталы. Над главным западным входом располагается резной белокаменный российский герб — двуглавый орёл. Первоначально пол в храме был выстлан чугунными плитами, впоследствии заменёнными на каменные.

## Роспись
Успенский собор расписывали ярославские мастера, работавшие в лучших традициях ярославской школы периода её расцвета. Роспись продолжалась два года в течение летнего времени 1765 и 1766 года, а 36 живописцами руководил Афанасий Андреевич Шустов. В состав артели входили такие именитые мастера как Михаил Алексеевич и Ефим Михаилович Сопляковы, которые до этого прославились при росписях ярославских церквей. В отличие от ярославских фресковых циклов, где господствует орнаментальная стихия и пёстрая ковровость, где всё ярко и празднично, монументальная живопись Успенского собора выполнена в крупном плане, в спокойном, торжественном ритме. При этом монументальность стенописи не вытесняет особого внимания при передаче бытового ряда. Гармоничное сочетания золота и бирюзы в настенных фресковых росписях храма создает впечатления праздника. Чёткая прорисовка архитектурных элементов, тончайших особенностей костюма, причёски, украшений, текстуры ткани — отличительная черта росписей тульского собора.
Стенописный ансамбль собора составляют несколько больших циклов, последовательно раскрывающих три ключевые темы: мариологическую — прославление и величание Богородицы как вечного источника обновления и спасения мира, христологическую — иллюстрирование всех событий земного пути Христа, наконец, тему сакрализации власти, единения Церкви и государства. Тема прославления царской власти находит своё развитие в изображениях святых воинов и святых правителей на столпах храма, а также в портретах святых князей в откосах окон стен собора. В монументальной росписи собора представлено более 60 портретов, большинство из которых представляют изображения церковных иерархов: святые папы Римские, патриархи Константинопольские, русские епископы. Помимо них изображены святые князья, цари и воины.
В соборе расписаны стены, простенки, оконные откосы. Стенописи алтаря включают в себя традиционные сюжеты: Троица Новозаветная, Распятие Христово, Деисус, Господь Саваоф и Тайная вечеря. Росписи стен и сводов средней части храма расположены в определённом порядке, по ярусам. Нижний ярус — полотенечный — представляет собой изображение свитков ткани с растительным орнаментом. Здесь же — поясняющие надписи к монументальным картинам. Следующий ярус фресок северной и южной стен храма посвящён подлинным историческим событиям — семи Вселенским соборам. Выше сцен Вселенских соборов находятся изображения евангельских сюжетов — многих событий земной жизни Христа и чудес, совершённых им.
На западной стене собора находятся композиции, отражающие содержание книги Соломоновой «Песнь Песней». В люнетах — полукруглых нишах северного, южного и западного порталов — образы Божией Матери. Образы Пресвятой Богородицы (Донской, Смоленский, Иверский и другие) размещены также над окнами. Значительную часть западного свода занимает фреска Успение Пресвятой Богородицы. В восточном своде размещена композиция «Предста царица одесную тебе», в центре которой — Спаситель, восседающий на престоле, одетый в царские ризы; Христос предстаёт здесь как символ высшей справедливости, как Царь царствующих, как образ верховной власти над теми, кому дана земная власть над людьми. По сторонам от него — предстоящие Божия Матерь в одеянии царицы и Иоанн Предтеча.
На столбах собора изображена фигуры портретного цикла правителей: княгиня Ольги, князь Владимир, князь Александр Невский, император Константин и императрица Елена. Напротив алтаря, на восточной стороне западного столба — изображена великомученица Екатерина. В системе росписи Успенского собора портреты императоров демонстрировали верность имперской идее, служили напоминанием о праве московской державы, нового Рима, наследовать статус христианской традиции. Две пары святых – одна византийская, другая русская – создают некую параллель общехристианской и русской православной истории. Такой подбор святых должен был раскрывать тему преемственности служения православных правителей.
Значительные реставрационные работы стенописи Успенского собора, приуроченные к столетию храма, были проведены в XIX веке. Изображения были прописаны в местах некоторых утраченных фрагментов. В виду того, что в советское время собор использовался в качестве склада, расположение складских стеллажей непосредственно у стен собора привело к гибели части монументальной росписи в нижних частях стен. Фрески южной стены в значительной мере пострадали от пагубного воздействия неблагоприятных условий и человеческого фактора. Живопись имела сильные повсеместные поверхностные загрязнения, местами порошащийся и шелушащийся красочный слой. Часть композиции «Песнь Песней», частично заходящая на южную стену, утрачена до графьи.

## Иконостас
Иконостас Успенского собора был семиярусным. Иконы были написаны неизвестными тульскими живописцами, работавшими по найму у купца Лариона Сорокина, и калужским дьяконом Андреем Филипповым. Три иконы, размещавшиеся у царских врат, выполнены оружейником Григорием Белоусовым, лучшим тульским иконописцем того времени. Иконостас собора составляли 66 икон, из которых до нашего времени сохранились 56.
В нижнем ярусе размещались ветхозаветные сюжеты. Слева направо (от северного края иконостаса к южному) иконы располагались следующим образом. На крайней было изображено создание Адама и покорение ему во власть всех животных. На следующей — сотворение Евы из ребра спящего Адама, искушение первых людей змием и изгнание их из рая. Третья икона была посвящена жертвоприношению Авраама. На четвёртой пророк Елисей наказывал порочных мальчиков, непочтительных к старчеству и святости пророка. Сюжет пятой иконы — пророк Елисей, стоящий среди поля, покрытого человеческими костями и скорбящий о народе иудейском, погибающем в Вавилонском плену. Завершала нижний ярус икона с изображением пророка Ионы.
Середину второго яруса занимали царские врата с изображением Благовещения Пресвятой Богородицы, окружённым изображениями четырёх евангелистов. По правую сторону царских врат находилось изображение Христа Вседержителя, за ним следовали икона Успения Пресвятой Богородицы и икона Троицы Ветхозаветной. По левую сторону царских врат была икона Божией Матери, за ней — иконы Крещения Господня (Богоявления) и Собора святых Архангелов и Ангелов, Херувимов и Серафимов, и прочих Сил Бесплотных. На южной двери алтаря — изображение ветхозаветного царя и первосвященника Мельхиседека, на северной — архидиакона Стефана.
Над царскими вратами располагалась ещё одна икона Успения Пресвятой Богородицы. Она опускалась вниз во время Успенского поста, когда перед ней служили акафист. Помещение этой иконы над царскими вратами и устройство спуска было подражанием первому на Руси храму, устроенному во имя Успения Богородицы, находящемуся в Киево-Печерской Лавре.
Иконы третьего и четвёртого ярусов иконостаса представляли важнейшие православные праздники: Рождество Богородицы, Введение Богородицы во храм, Благовещение, Рождество Христово, Сретение Господне, Богоявление, Преображение Господне, Воскресение Лазаря, Вход в Иерусалим, Вознесение, Сошествие Святого Духа на апостолов, Успение Пресвятой Богородицы, Воздвижение Креста Господня и Покров Пресвятой Богородицы.
На иконах пятого яруса были изображены апостолы и евангелисты. В центре яруса находился Деисус: композиция, включающая изображение Иисуса Христа — Царя Славы, сидящего на престоле, по сторонам его — изображения Иоанна Предтечи и Пресвятой Богородицы.
В шестом ярусе находились иконы ветхозаветных пророков. В центре яруса — икона Богородицы с Предвечным младенцем, а по сторонам от неё — преподобные Антоний и Феодосий Печерские.
Седьмой ряд иконостаса — страстной. В центре его размещался Крест с изображением на нём распятого Спасителя и с предстоящими Богородицей и Иоанном Богословом. На иконах седьмого яруса были изображены события Седмицы страданий Христовых.
В настоящее время иконы Успенского собора хранятся в Тульском музее изобразительных искусств.
- Выставка икон в Тульском кремле
- Выставка икон в Тульском кремле
- Реставрация икон Успенского собора

## Знамёна тульского ополчения
При двух западных столпах собора находились три знамени тульского ополчения 1812—1814 годов. Изорванные в боях и обветшавшие от времени они были промыты иконописцем, подновлены без существенных изменений и в 1865 году помещены в храме на специальных тумбах, как памятник патриотизма, оказанного в Отечественную войну туляками.
Одно из знамён имело на одной стороне изображение Николая Чудотворца, а на другой — Богоявления (Крещения) Господня. Оно принадлежало, по преданию, третьему пехотному полку тульского ополчения. Два других знамени принадлежали, скорее всего, первому конному казачьему полку тульского ополчения под командованием князя Щербатова.
При четырёх столпах собора в деревянных тумбах с надписями на медных табличках хранились также одиннадцать знамён тульского ополчения времён Крымской войны 1855—1856 годов.

## Советский период в истории собора
Решением президиума Мособлисполкома 16 февраля 1930 года Успенский собор был закрыт, а его помещения предполагалось использовать под атеистический музей, который так и не был создан. В 1934 году ряд икон и облачений собора были переданы в Николочасовенскую церковь. В 1945 году решением Совета Министров СССР Успенский собор был отнесён к памятникам союзного значения. В 1960 году согласно постановлению Совета Министров РСФСР здание храма поставлено на государственную охрану. В 1961 году в бывшем соборе находился склад промтоваров.
Реставрация Успенского собора началась в мае 1965 года, после того, как годом раньше Тульский горисполком приступил к комплексной научно-исследовательской реставрации кремля. Реставрационно-технический Совет Центральных научно-реставрационных мастерских Министерства культуры СССР принял решение о золочении пяти глав храма, что и было сделано в 1968—1970 годах. Тогда же полностью заменили кровлю, а чуть позже отремонтировали цоколь. В июле 1975 года по заданию отдела культуры Тульского горисполкома Всесоюзный производственный научно-реставрационный комбинат приступил к проектно-изыскательским работам по реставрации иконостаса Успенского собора и двух киотов. Состояние иконостаса к моменту начала реставрации было в целом удовлетворительным, конструктивная и обшивочная его система сохранила прочность и жёсткость. Утраты резного декора составляли около 30 %. В 1982—1986 годах проводилось восстановление резьбы иконостаса из липы: резных накладок на цокольной части, царских врат, рам первого яруса.
Стенопись на западной стене собора серьёзно пострадала от пожара 1950-х годов. В 1960-е годы вследствие проводившихся в кремле праздничных фейерверков была утрачена композиция Успения Богородицы и некоторые другие. К середине 1980-х стенопись храма находилась в аварийном состоянии. На стенах и столпах собора был местами утрачен живописный слой, что было вызвано как естественным старением живописи, так и механическими её повреждениями. В 1988 году московские художники под руководством В. Л. Лагутина проводили работы по реставрации стенописи Успенского собора. Они продолжались и в дальнейшем, однако крайне медленно и с многолетними перерывами. В ходе одного из таких предыдущих реставрационных вмешательств были переписаны фрески на сводах над алтарем.

## Реставрация
В сентябре 1991 года исполком Тульского областного Совета народных депутатов принял решение о передаче Успенского кафедрального собора Тульского кремля в безвозмездное пользование Тульскому епархиальному управлению для совместного использования с филиалом областного краеведческого музея «Тульский кремль» по первоначальному назначению и для музейного показа.
В 1990-х годах реставрация иконостаса не велась из-за отсутствия финансирования. С 1996 года прекратилось финансирование работ и по реставрации стенописи. В 2001 году реставрация собора была продолжена специалистами «Центрреставрации» (Москва). В 2000—2001 годы реставратор А. Пятин воссоздал часть резных обрамлений икон местного чина иконостаса.
8 сентября 2005 года впервые была включена подсветка Успенского собора. В 2012—2015 годы была восстановлена колокольня. В 2013 году, во время реставрационных работ в Тульском кремле, были позолочены купола собора, а стены окрашены в серый цвет. В 2019 году в рамках подготовки к празднованию 500-летия Тульского кремля началась реставрация фресок XVIII века, которые начали активно разрушаться в 2006 году из-за сильных морозов и перепада температуры воздуха в помещении, и иконостаса высотой 14 метров и шириной около 22 метров. Было выполнено бортовое укрепление штукатурки, удаление левкасных гвоздей, проведены работы по обеспыливанию красочного слоя и его укреплению.
Завершение работ и открытие собора должно было состояться в октябре 2021 года, однако сроки были продлены до осени 2024 года.

## Колокольня
Четырёхъярусная колокольня Успенского собора строилась с 1772 по 1776 год при городском голове Илларионе Лугинине. Строителями были избраны купцы Софрон Сиднев и Иван Гурьев, а архитектором Праве. Металлический шпиль колокольни по заказу городского общества выполнил Иосиф Жуков. Шпиль позолотили в 1826 году. Кремлёвская колокольня стала одной из главных городских архитектурных доминант — на неё была ориентирована Киевская улица (ныне проспект Ленина). Высота колокольни от земли до креста составляла 70,4 метра. На ней было размещено 22 колокола, восемь из которых предназначались для благовеста и церковных звонов, остальные — для часового боя. Самый большой из колоколов весил 679 пудов (11 122 кг), и на нём было указано, что отлит он:

«во славу триипостасного Бога и в честь преблагословенной девы Марии при державе Благочестивейшего Самодержавнейшего Великого государя императора Александра Павловича, по благословении преосвященного Амвросия, епископа Тульского и Веневского и кавалера, особенным по благочестию усердием доброхотных подаяний тульского купеческого общества и прочих граждан и оружейников в лето от Р. Хр. 1805 генваря 31 дня, на память святых чудотворцев Кира и Иоанна в Москве на заводе Струговщикова по 23 р. 50 коп. за пуд».
В январе 1792 года купеческий староста Андрей Максимович Лихвинцов заключил договор на изготовление часов с оружейником Иваном Кобылиным. В мае часы были готовы, их установили на колокольне на средства тульского купеческого общества. Четыре циферблата были обращены по четырём сторонам света. Вместо цифр на циферблате использовались буквы, и имелась всего одна стрелка — часовая (такими были все тогдашние часы, минутная стрелка появилась позже). Часы обозначали каждую четверть часа шестнадцатью ударами, а каждый час — трёхминутной игрой курантов. Заводить их нужно было один раз в неделю. Впоследствии — пока не установлено, когда именно — эти часы были заменены более современными, с двумя стрелками.
28 сентября 1936 года в 19 часов 30 минут на верхних ярусах колокольни Успенского собора произошёл пожар. Напор воды в шлангах не достигал 30—40-метровой высоты, из-за чего пожар остановить не удалось. Спасти от огня получилось только нижние ярусы колокольни. Тульский горсовет обратился в московский комитет по охране памятников за срочным разрешением на разборку оставшейся части колокольни, которая якобы создавала угрозу для массового транспортного движения, весьма оживлённого здесь ввиду соседства крупных оборонных заводов, учебных заведений, центрального физкультурного стадиона. В послании тульских властей также утверждалось, что реставрация колокольни невозможна. Комитет по охране памятников согласия не дал, а Академия архитектуры подтверждала возможность реставрации. Комитет так оценивал колокольню: «Для Тулы это единственный в своём роде памятник, и разборка колокольни, обезличив ансамбль всего кремля, не может быть признана желательной». Так и не получив разрешения, тульские власти самовольно дали команду на разбор колокольни, что и было сделано к марту 1937 года.
В конце 1990-х годов в Туле был организован благотворительный фонд «Возрождение», поставивший своей задачей восстановление колокольни Успенского собора. Учредителями фонда стали «Центргаз», «Газстройдеталь», «Щекиноазот», «Ростелеком», Тульский оружейный завод, Косогорский металлургический завод, Управа Тулы. Президентом «Возрождения» являлся генеральный директор ОАО «Центргаз» В. В. Соколовский.
В 1999 году в кремле на месте колокольни проводились археологические раскопки, финансируемые фондом «Возрождение». Фонд оплатил и разработку архитектурного проекта восстановления колокольни, подготовленного московским реставратором Леонидом Потаповым. Начало восстановлению колокольни было положено 28 сентября 2012 года, когда заложили первый камень в её основание. При воссоздании стен была использована технология кладки XVIII века. 14 сентября 2013 года были освещены колокола строящейся колокольни, отлитые в Тутаеве Ярославской области. На этих колоколах выгравированы названия компаний и фамилии людей, жертвовавших свои деньги в благотворительный фонд «Тульский кремль». 27 июня 2014 году на колокольню с помощью вертолёта был установлен шпиль. Высота восстановленной колокольни составила 71 метр. 15 сентября 2014 года в день города состоялось торжественное открытие колокольни. Колокольню освятил митрополит Тульский и Ефремовский Алексий (Кутепов). На колокольне были воссозданы часы, бой которых сопровождает мелодия гимна города Тулы.

### Храм в колокольне
В нижнем ярусе колокольне «тщанием и иждивением тульского купечества» в 1778 году был устроен тёплый храм во имя Тихона Амафунтского — видимо, в память придела имени этого святого, имевшегося в первом каменном кремлёвском Успенском соборе, предшественнике нынешнего. Иконостас в тёплом храме поставили в 1853 году старанием церковного соборного старосты Вукола Кузовлева.
Тогда же в южной части этого храма Тихона Амафунтского тот же Вукол Кузовлев обустроил придельный алтарь во имя Иоанна Златоуста — в память придела, который существовал в Успенском соборе до начала XIX века. В 1894 году храм Тихона Амафунтского был передан единоверческой общине. К 1903 году приход насчитывал 120 человек. В 1903—1913 годы тульские единоверцы строили собственный храм во имя Иоанна Златоуста, и до конца строительства единоверцы находились в церкви Тихона Амафунтского. В советское время храм был закрыт, а в 1937 году разрушен вместе с колокольней.
После реконструкции колокольни в 2014 году на первом ярусе вновь был открыт храм, освящённый 12 сентября 2015 года в честь Дмитрия Донского. Чин освящения совершил правящий архиерей Тульской митрополии митрополит Тульский и Ефремовский Алексий (Кутепов). Настенная роспись храма выполнена в палехском стиле. Сюжетная линия, которая идет по второму из трех подлежащих росписи ярусов, отражает события из жизни Дмитрия Донского, в том числе связанные с Куликовской битвой.